# Trichothecene

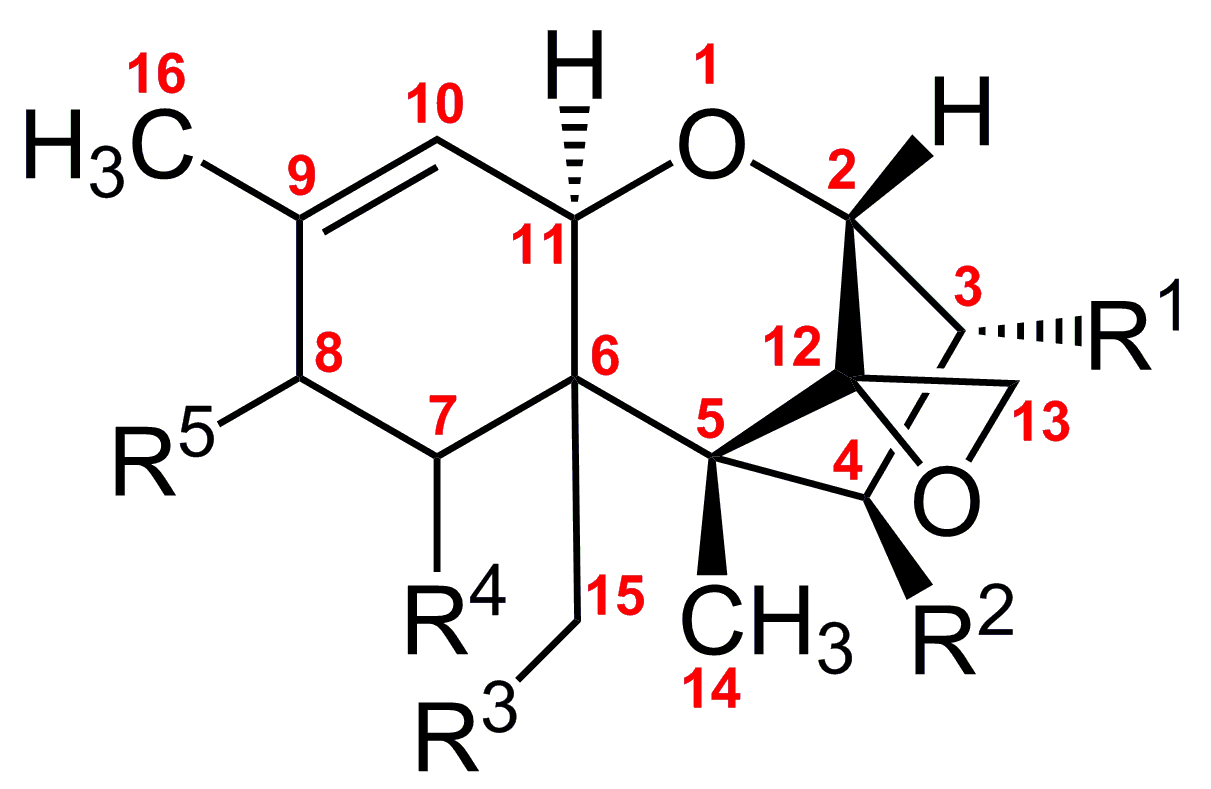
Chemische Struktur von Trichothecenen

Trichothecene sind eine sehr große Familie chemisch verwandter Mykotoxine, die von verschiedenen Arten von Pilzen, unter anderem aus den Gattungen Fusarium, Myrothecium, Trichoderma, Trichothecium, Cephalosporium, Verticimonosporium und Stachybotrys, produziert werden. Trichothecene gehören zu den Sesquiterpen-Verbindungen. Sie wurden erstmals 1948 von Freeman und Morrison aus dem Schimmelpilz Trichothecium roseum isoliert und erhielten nach dem Pilz ihren Namen. Der giftige Pilz Podostroma cornu-damae, der in Japan und China vorkommt, enthält sechs Trichothecene (Satratoxin H, Roridin E, Verrucarin J und andere).

## Beschreibung

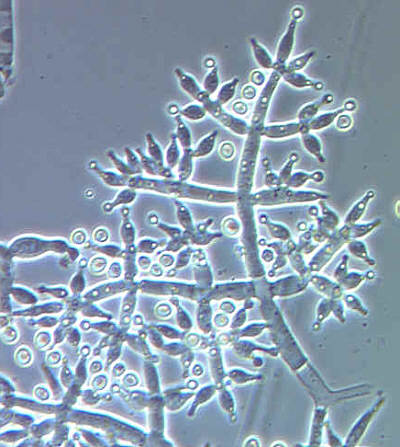
Trichoderma harzianum – Beispiel für einen Pilz, der Trichothecene enthält.

Die wichtigsten strukturellen Merkmale, die Grund für die biologischen Aktivitäten der Trichothecene sind, sind der 12,13-Epoxy-Ring, das Vorhandensein von Hydroxy- oder Acetylgruppen an geeigneten Positionen im Trichothecen-Kern und die Struktur und Position der Seitenketten. Sie werden aufgrund ihrer chemischen Strukturen und ihrer Giftigkeit in vier Untergruppen (Typ A bis D, nach Ueno 1983) eingeteilt, wobei Typ A und B am häufigsten vorkommen. Typ-B-Trichothecene unterscheiden sich durch eine Carbonylgruppe in C–8 vom Typ A.
Es wird zwischen einfachen und makrocyclischen Trichothecenen unterschieden. Die letztere Klasse weist einen makrocyclischen Ring zusätzlich zur allgemeinen, zentralen Sesquiterpen-Ringstruktur der einfachen Trichothecenene auf.
Trichothecene haben einen starken Einfluss auf die Gesundheit von Tieren und Menschen z. B. wegen ihrer immunsuppressiven Wirkung, da einige der Schimmelarten (z. B. Stachybotrys chartarum) die Toxine auch in die Luft abgeben. Typ-A-Trichothecene (z. B. T-2-Toxin, HT-2-Toxin, Diacetoxyscirpenol) sind von besonderem Interesse, da sie noch giftiger als die ähnlichen Typ-B-Trichothecene (z. B. Deoxynivalenol, Nivalenol, 3- und 15-Acetyldeoxynivalenol). Ihre großen Effekte – im Zusammenhang mit ihrer Konzentration in der Umgebung – reduziert Futteraufnahme, führt zu Erbrechen und zur Störung des Immunsystems. Sie werden über die Haut und die Nahrung aufgenommen und wirken zellschädigend. Als Symptome bei einer Vergiftung treten vor allem Erbrechen, Durchfall und Hautreaktionen auf. Sie können bei vielen verschiedenen Getreidesorten wie Weizen, Hafer oder Mais bei Befall mit verschiedenen Fusarium-Arten wie F. graminearum, F. sporotrichioides, F. poae, F. langsethiae und F. equiseti nachgewiesen werden.
Trichothecene (u. a. T–2-Toxin) wurden in einigen Ländern für militärische Zwecke erforscht, was aber aufgrund deren mangelnder Stabilität gegenüber UV-Licht und Wärme aufgegeben wurde.

## Nachweis
Eine sehr grobe Schätzung der Konzentration des Trichothecens Deoxynivalenol in Getreide kann etwa anhand des Anteils befallener Weizenkörner vorgenommen werden. Eine präzisere Bestimmung erlaubt die Auswertung der Reflexionsspektren von Weizenkörnern. Die genauesten Methoden sind die direkten Nachweise der Trichothecene zum Beispiel durch Gaschromatographie- oder HPLC-Analytik mit gekoppelter Massenspektrometrie.

## Trichothecene (Auswahl)
- Deoxynivalenol (DON), auch bekannt als Vomitoxin (Typ-B-Trichothecen)
- Diacetoxyscirpenol (DAS)
- Fusarenon X (FusX)
- Myrotoxine, z. B. Myrotoxin B
- Neosolianol (NeoSol)
- Nivalenol (NIV)
- Trichodermin
- T-2-Toxin
- Verrucarine, z. B. Verrucarin A